# 돼지발반디쿠트
돼지발반디쿠트는 멸종된 반디쿠트의 일종이다. 몸길이 23∼26cm, 꼬리길이 10∼15cm로 추정된다. 털빛깔은 등면이 오렌지빛을 띤 갈색이고 배면은 그보다 빛깔이 밝은 황갈색이다. 꼬리털은 약간 더 길고 오렌지빛을 띤 갈색이며 검은색 술이 달려 있다. 체격이 단단하고 머리는 뾰족하며 다른 밴디쿠트류와 같이 토끼처럼 생긴 귀를 가졌다.
앞다리와 뒷다리 모두 가늘고 길다. 앞발은 돼지의 앞발톱처럼 생긴 발톱이 달린 2개의 발가락으로 되어 있다. 뒷발의 경우 두 번째와 세 번째 발가락이 서로 붙어 있고 네 번째 발가락은 이동할 때 사용한다. 턱은 길고 이빨은 46∼48개이며 앞니는 편평하다.
암컷은 잘 발달된 아기주머니(육아낭)를 가지며 한배에 1∼3마리의 새끼를 낳는다. 임신기간은 약 12일로 매우 짧다. 아기주머니를 떠날 시기가 다가오면 새끼는 8∼10일 동안 어미와 함께 먹이를 찾으러 다니거나 사냥을 배운 뒤에 보금자리를 떠난다.
서식지는 매우 다양해서 사막의 모래 언덕과 풀이 우거진 평원, 관목이나 풀이 있는 삼림지대 등에 살았다. 대개 독립생활을 하며 다른 밴디쿠트류처럼 완전한 야행성은 아닌 것으로 추정된다. 땅에서 살면서 후각을 이용해 먹이를 찾는다. 오스트레일리아 남부와 중부, 빅토리아주 등에서 분포하였으나 20세기 초 이후에는 모두 멸종된 것으로 보인다